# Chițcani (Dnister)
Chițcani (russisch Кицканы Kizkany, ukrainisch Кіцкани Kizkany) ist eine Ortschaft in Transnistrien bzw. der Republik Moldau. Die im Jahr 1367 gegründete Ortschaft ist eine der ältesten Siedlungen in der Region und liegt am Westufer des Dnister, gegenüber von Tiraspol. Bekannt ist Chițcani für sein 1861 gegründetes Kloster Noul Neamț.
Chițcani ist seit dem Transnistrien-Konflikt 1992 zwischen Transnistrien und der Republik Moldau umstritten. Sie ist eine der wenigen westlich des Dnister gelegenen Siedlungen, die von Transnistrien kontrolliert werden. Nach moldauischer Sicht ist die Ortschaft Teil des Rajons Căușeni, nach transnistrischer Sicht gehört sie zum Rajon Slobodseja.

## Geschichte

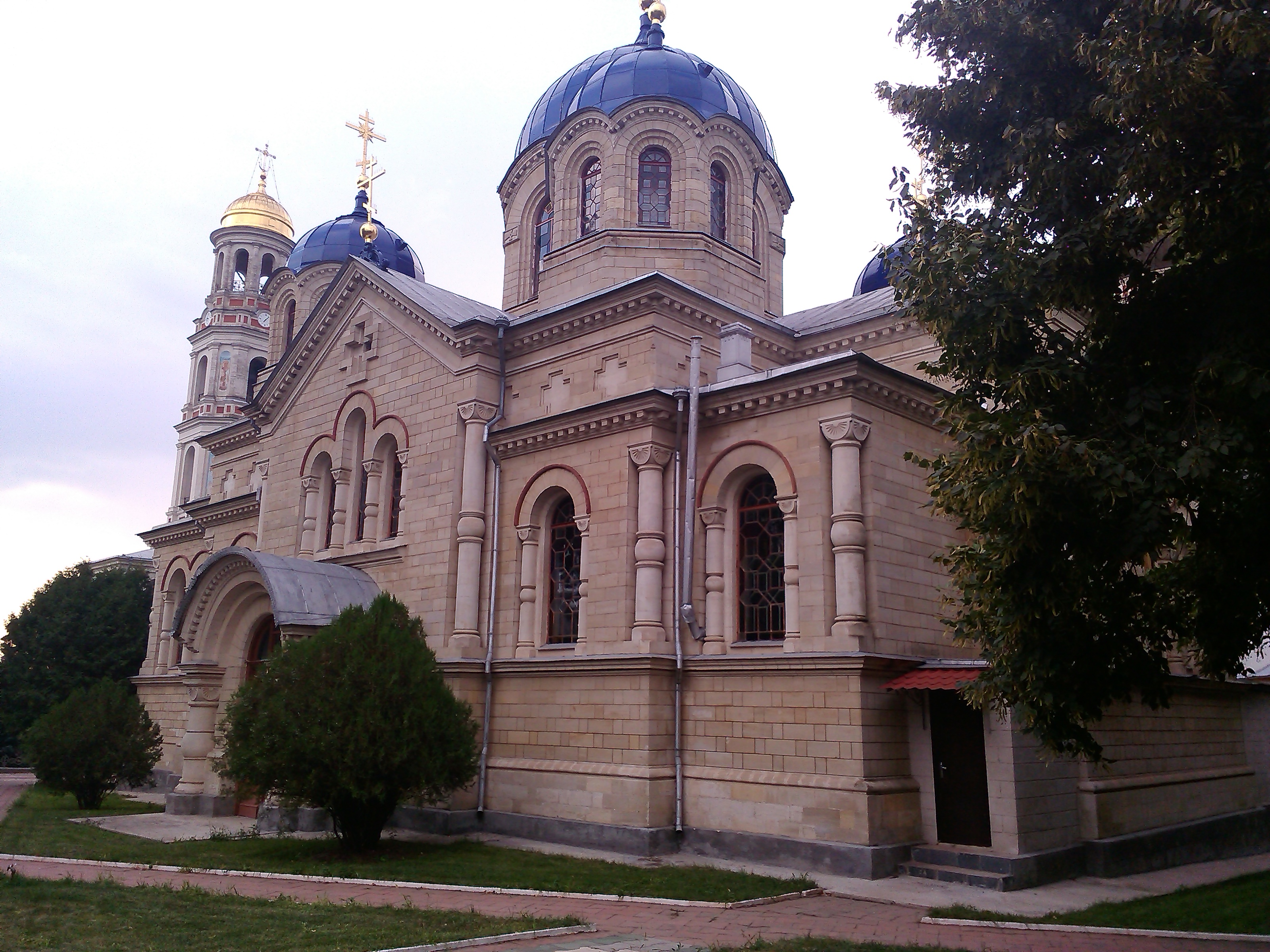
Kirche im Kloster Noul Neamț

Als Gründungsdatum wird das Jahr 1367 angegeben, es gibt jedoch Hinweise, dass die Ortschaft eventuell schon früher bestand. Alexandru cel Bun schenkte 1429 ein Stück Land der orthodoxen Kirche, die hier ein Kloster errichtete, das zu einem bedeutenden religiösen Zentrum wurde. Die Landschenkung wurde durch Ștefan cel Mare 1463 und 1500 bestätigt und durch weiteres Land vermehrt, ebenso durch die nachfolgenden Woiwoden (Regionalfürsten) Petru Rareș 1546 und Aron Tiranul 1581.
Fürst Alexandru Ioan Cuza, Gründer des Fürstentums Rumänien 1859, enteignete die moldauischen Klöster westlich des Pruth, weshalb viele Mönche nach Osten in den russischen Einflussbereich zogen. Das Mănăstirea Noul Neamț (rumänisch, „Kloster Neu-Niamtz“, russisch Кицканский монастырь) wurde 1861 von Mönchen des Klosters Neamț in Rumänien neu gegründet und 1864 auf einer Synode in Sankt Petersburg als Kloster anerkannt. Die Gebäude entstanden zwischen 1865 und 1905. Zu ihnen gehören die Hauptkirche, zwei weitere Kirchen, ein Glockenturm, Wohn- und Nebengebäude. Der 68 Meter hohe Glockenturm ist mit seinen fünf Etagen der höchste des Landes.
Eine starke Entwicklung durchlief die Siedlung, nachdem Bessarabien 1812 Teil des Russischen Reichs geworden war.  Nach dem Ersten Weltkrieg fiel Bessarabien an Rumänien, 1940 an die Sowjetunion, wurde dann kurzzeitig wieder von Rumänien besetzt und 1945 endgültig an die Sowjetunion abgetreten. Chițcani war anschließend Teil der Moldauischen SSR. Unter sowjetischer Herrschaft wurde das Kloster 1962 geschlossen. Die ehemaligen Klostergebäude wurden als Krankenhaus sowie teilweise als Museum genutzt. Ende der 1980er-Jahre begann die schrittweise Wiederbelebung als Kloster. 1989 wurde erstmals eines der Kirchengebäude auf dem Areal wieder als Kirche genutzt. Im Jahr 1991 löste sich die Sowjetunion auf und die Moldauische SSR erklärte ihre Unabhängigkeit. Es kam nachfolgend zum Transnistrien-Konflikt. Seit 1992 gehört Chițcani zum de facto unabhängigen Transnistrien und untersteht nicht der Kontrolle Moldaus. Um 1999/2000 wurde das Klosterleben reaktiviert und Mönche zogen auf das Areal.
In Chițcani gab es schon im 19. Jahrhundert einen überdurchschnittlich hohen Anteil russischsprachiger Bevölkerung, welcher ab 1918, nach dem Anschluss an Rumänien, aber wieder fiel. Bei der Volkszählung 1930 gaben 51,2 % der Bevölkerung Rumänisch und 47,3 % Russisch als Muttersprache an. 2004 waren 53 % der Bevölkerung ethnische  Russen, 34 % Moldauer und 10 % Ukrainer. Daneben gab es kleinere Minderheiten an Bulgaren, Gagausen und Belarussen.

## Söhne und Töchter des Ortes
- Semjon Alexandrowitsch Schestakow (1898–1943), russisch-sowjetischer Testpilot